# Rädern

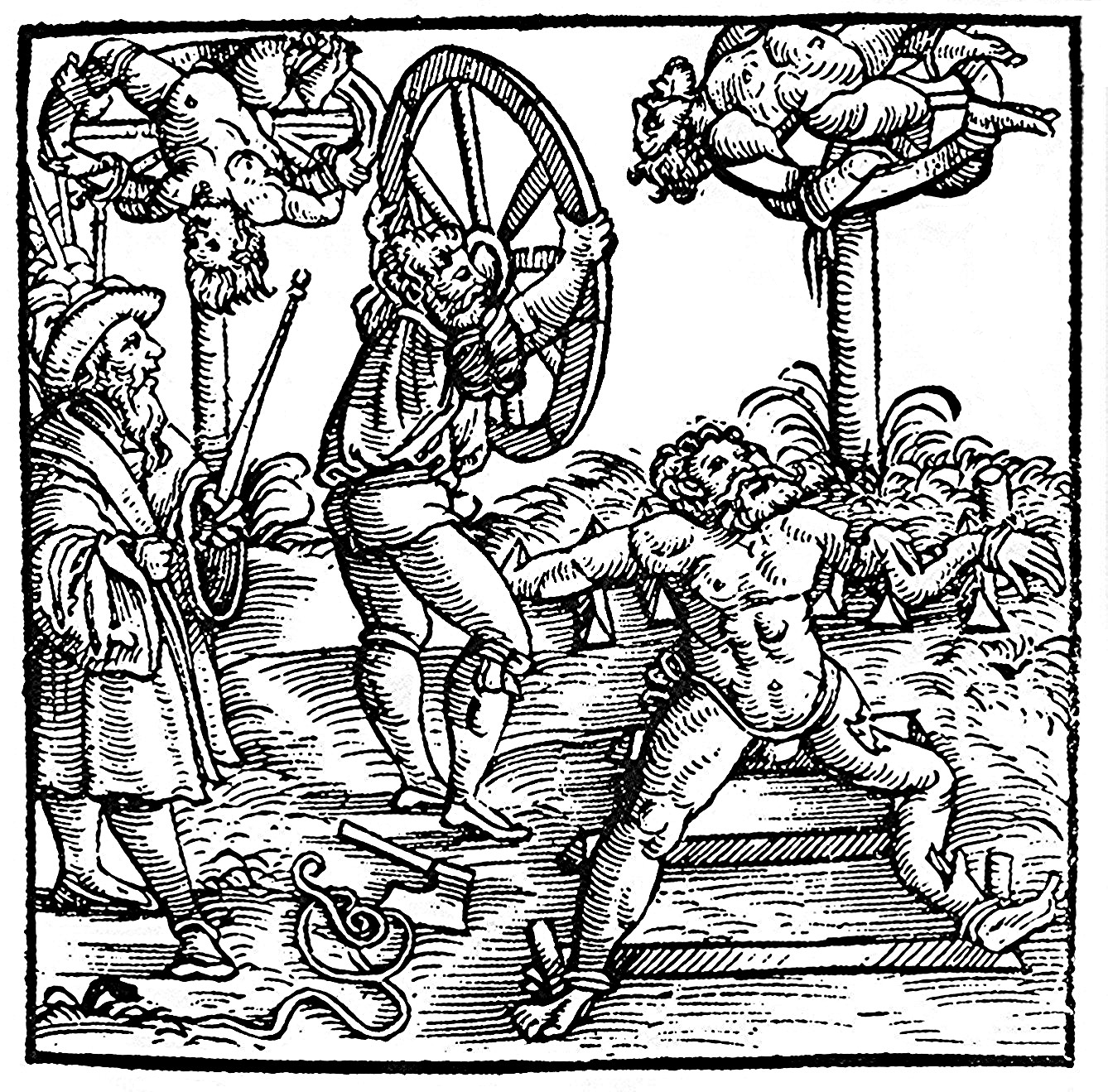
Klassisches Rädern mit Rad und scharfkantigen Hölzern (Schweizer Chronik des Johannes Stumpf, Ausg. Augsburg 1586)

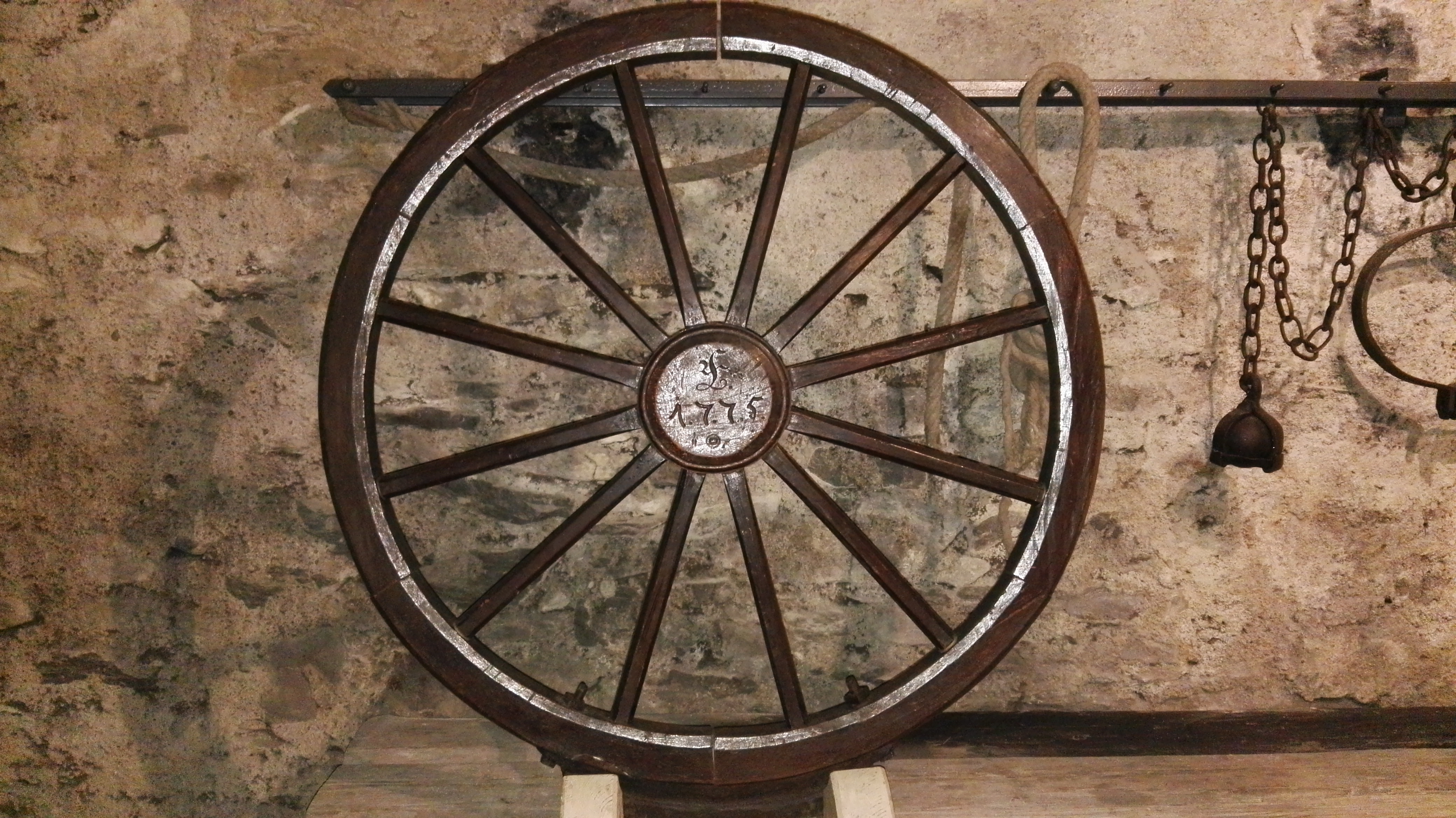
Richtrad aus dem Jahr 1775 ausgestellt im Kulturhistorischen Museum Franziskanerkloster in Zittau

Das Rädern (auch: Radebrechen, radebreken, mit dem rade stozen, mittelhochdeutsch rederen, oder auf das Rad flechten) war eine vom europäischen Mittelalter bis in die Frühe Neuzeit praktizierte Form der Hinrichtung, bei der den Betroffenen mit einem großen Wagenrad, dem Richtrad, zunächst die Glieder gebrochen wurden, um sie anschließend zwischen die Radspeichen zu flechten und zur Abschreckung auszustellen. Als besonders qualvolle und entehrende Todesart war das Rädern der Sanktionierung von Kapitalverbrechen vorbehalten.

## Geschichte
Das Rädern galt im Mittelalter zunächst als Spiegelstrafe für Straßendiebe, aber bereits der Sachsenspiegel sah es auch für Mörder, Mordbrenner, Verräter und andere Täter vor: „Alle Mörder und solche, die den Pflug rauben oder eine Mühle oder die eine Kirche oder den Kirchhof berauben; ebenso Verräter und Mordbrenner oder die ihre Botschaft (Vollmacht) zu ihrem eigenen Nutzen verkehren: Die soll man alle rädern.“
Die Strafe wurde ab der Mitte des 17. Jahrhunderts nur noch selten angewendet. Im Königreich Bayern wurde sie aber erst 1813 vollständig abgeschafft, in Kurhessen war sie noch bis 1836 in Gebrauch. Die letzten bekannten Hinrichtungen durch Rädern fanden 1841 in Preußen  statt. Der Raubmörder Rudolf Kühnapfel war wegen der Ermordung des Andreas Stanislaus von Hatten, des Bischofs von Ermland, verurteilt worden und wurde am 7. Juli des Jahres hingerichtet. Am 13. August wurde in Neiße das letzte Todesurteil mit dem Rad vollstreckt.

## Formen der Hinrichtung

### Rädern von oben und von unten

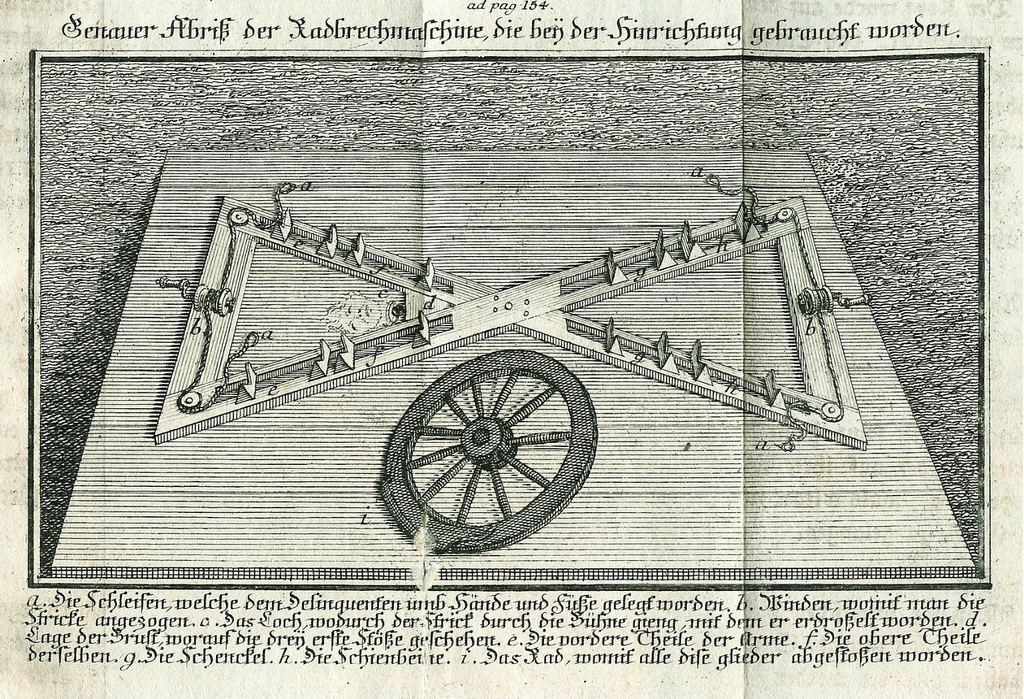
Die Dillinger „Radbrechmaschine“ (1772), die bei der Hinrichtung von Matthias Klostermayr genutzt wurde

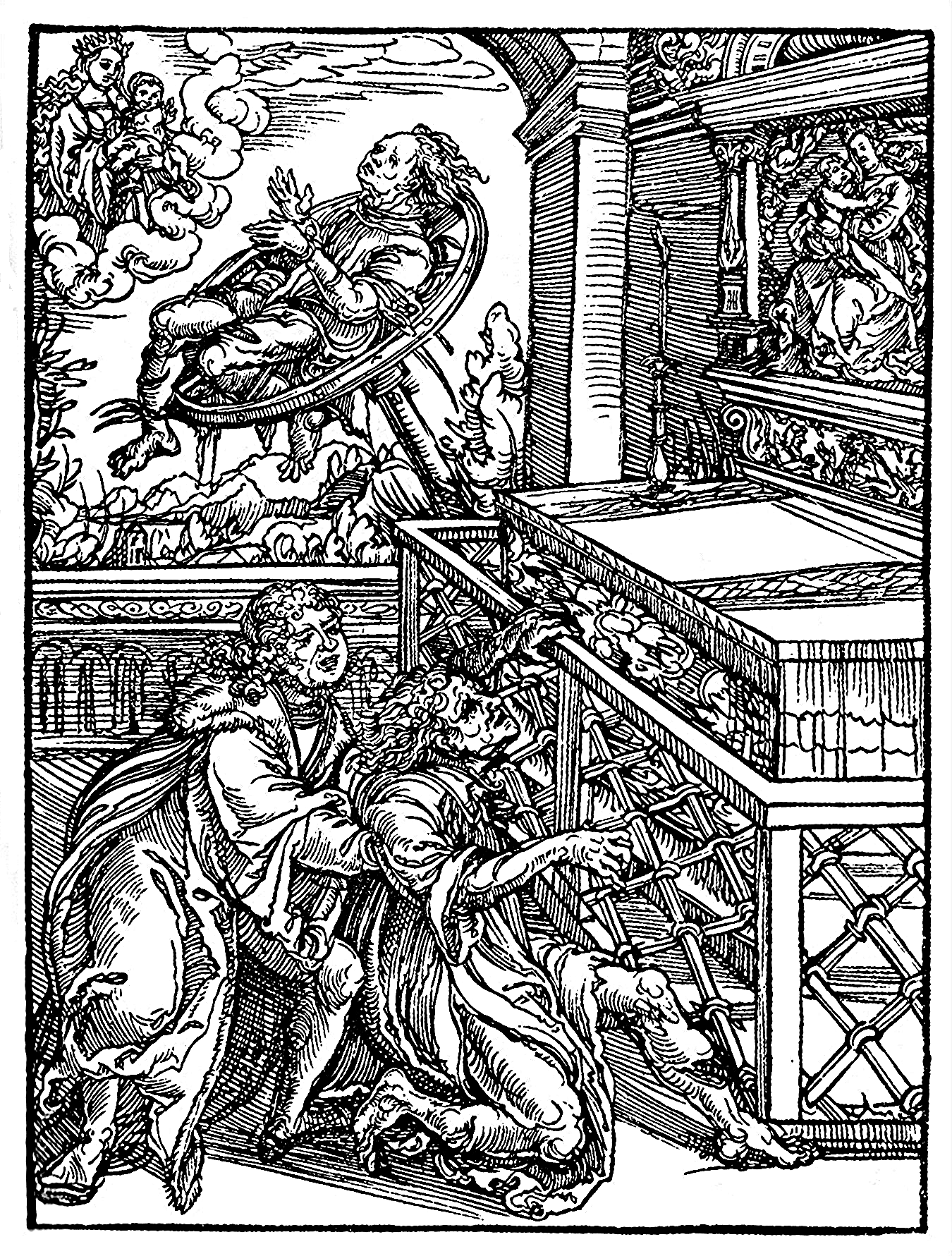
Die Gottesmutter rettet und heilt einen Geräderten, Mariazell um 1515

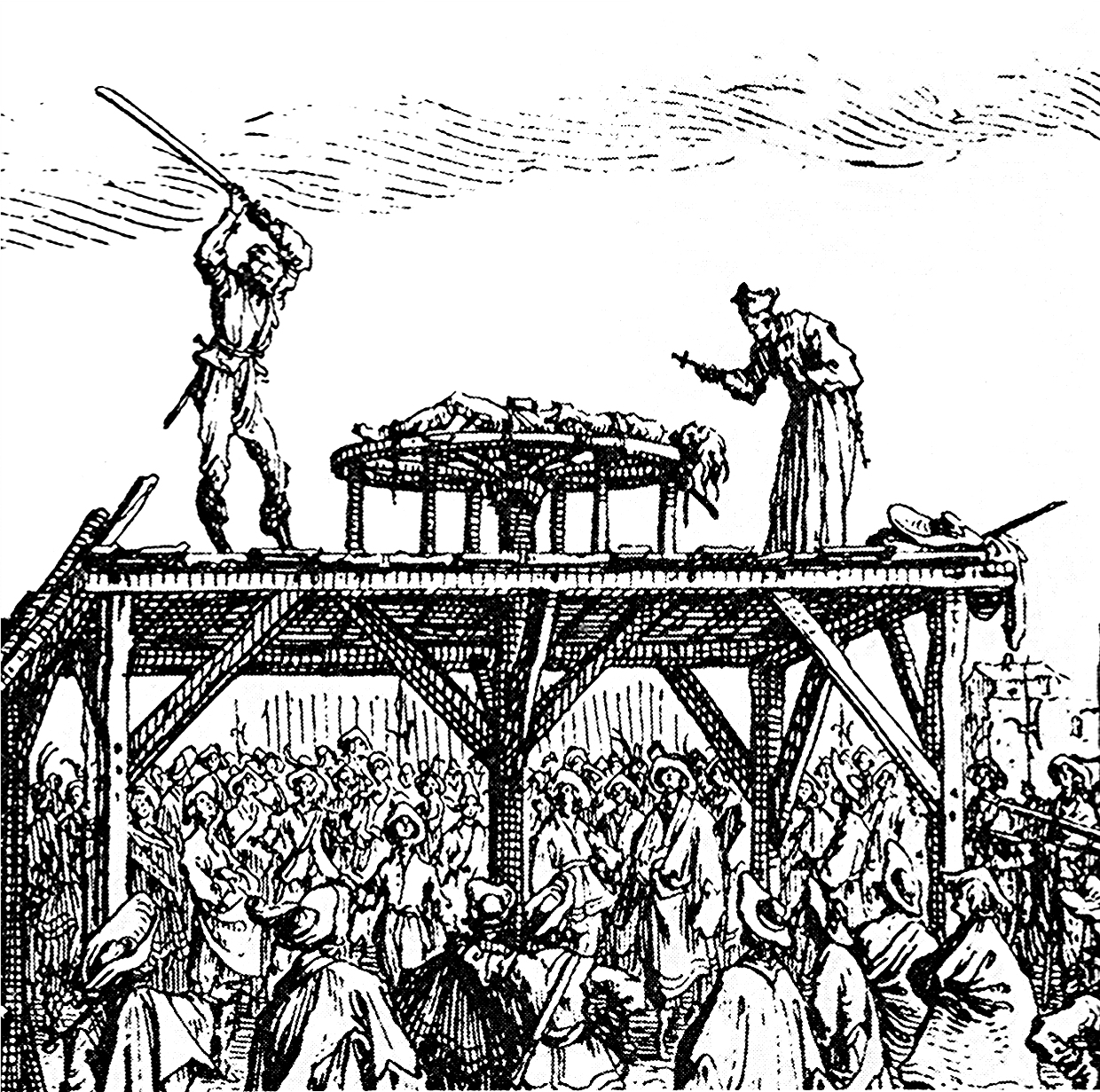
Variante mit Eisenstange, Paris 1633

Die Hinrichtung durch Rädern erfolgte in zwei Akten: Erst wurde der Körper des Verurteilten verstümmelt, er jedoch nicht getötet, und anschließend aufs Rad geflochten und öffentlich ausgestellt. Grundsätzlich wurde unterschieden zwischen dem qualvolleren Rädern „von unten“ und dem schnellen Tod durch das Rädern „von oben“. In beiden Fällen wurden die Verurteilten auf ein Schafott geführt und auf dem Boden festgebunden. Die erste, gebräuchlichere Variante sah vor, dass der Scharfrichter zunächst die Knochen der Unterschenkel brach und sich dann bis zu den Armen hinauf arbeitete. Dazu ließ er das Richtrad, das oft mit einer eisernen Kante versehen war, auf die Glieder fallen. Rhythmus und Anzahl der Schläge waren jeweils vorgeschrieben, manchmal auch die Speichenzahl des Richtrades. Um dessen Wirkung zu erhöhen, legte man scharfkantige Hölzer unter die Gelenke, sogenannte Krammen, Krippen oder Brecheln. Später gab es Vorrichtungen, in die der Verurteilte „eingespannt“ werden konnte. Als Gnadenakt konnte der Scharfrichter angewiesen werden, den Verurteilten am Ende des ersten Aktes zu töten, indem er einen Gnadenstoß auf Hals oder Herz ausführte. Noch seltener erfolgte diese Art der Tötung gleich zu Beginn der Hinrichtung beim Rädern „von oben“ oder „vom Kopf herab“.
Im zweiten Akt wurde der Leib in ein anderes Rad geflochten, was durch die gebrochenen Glieder möglich war, oder daran festgebunden. Nun wurde das Rad an einem Stock oder Pfahl aufgerichtet. Danach durfte der Scharfrichter den Verurteilten gegebenenfalls enthaupten oder erdrosseln. Alternativ wurde Feuer unter dem Rad entfacht, oder man warf den Geräderten ins Feuer hinein. Gelegentlich errichtete man einen kleinen Galgen auf dem Rad, etwa wenn der Schuldspruch zusätzlich zu Mord auf Diebstahl lautete. Wurde das Opfer nicht vom Henker getötet, konnte es noch mehrere Stunden unter größten Qualen weiterleben, bis der Tod durch Kreislaufkollaps eintrat.
Da der Leib nach der Hinrichtung auf dem Rad verblieb und Tierfraß und Verwesung überlassen wurde, hatte diese Form der Bestrafung, ähnlich der antiken Kreuzigung, eine sakrale Funktion über den Tod hinaus: Nach damaligem Glauben stand die unterbliebene Bestattung einer Auferstehung entgegen.
Fiel der Geräderte noch lebend vom Rad oder misslang die Hinrichtung auf andere Weise, wurde dies als Eingreifen Gottes interpretiert. So existieren etwa Votivbilder geretteter Geräderter, und es gibt Literatur über die beste Behandlung derartiger Verletzungen.

### Varianten
Mancherorts war es üblich, die Knochen mit einer Eisenstange (barre de fer) direkt am Rad zu zerschlagen oder den Körper dazu an einem Andreaskreuz zu befestigen.

### Symbolisches Rädern
Nicht immer wurde die volle Grausamkeit des Räderns ausgeübt. Auch nach der Verurteilung zu dieser Strafe war es möglich und zu verschiedenen Zeiten und in einzelnen Gerichtsbezirken auch üblich, dass der Verurteilte dazu begnadigt wurde, dass er zunächst mittels einer schnell wirkenden Todesart hingerichtet wurde und das Rädern dann erst post mortem an seinem Körper vollstreckt wurde. Diese Art des Räderns ist im Kirchenbuch von Rodewisch im Vogtland wie folgt beschrieben: „1739 wo Freitag nach dem 10. Trinitatis-Sonntage Barbara Löffler von hier, so ihre Mutter vergiftet hatte, auf dem Galgenberge enthauptet, und deren Körper auf’s Rad gelegt wurde“.
In einigen Fällen wurde ein Delinquent auch direkt zu mehreren Hinrichtungsarten verurteilt. Der  Bayerische Hiasl, bürgerlich Matthias Klostermayr, wurde 1771 als Bandenführer zum Tode verurteilt. Er wurde zunächst erdrosselt, sein Körper dann gerädert, enthauptet und schließlich gevierteilt und die Körperteile in vier Städten, in deren Gebiet er geraubt hatte, öffentlich aufgesteckt.

## Durch Rädern hingerichtete Personen

### Beispiele aus dem Mittelalter
- Friedrich von Isenberg († 1226), der nach dem Totschlag an dem Kölner Erzbischof Engelbert in Köln hingerichtet wurde. Er lebte noch mindestens einen Tag nach seiner Räderung.
- Rudolf von Wart († 1309) wegen seiner Beteiligung an der Ermordung von König Albrecht I.
- Eppelein von Gailingen († 1381) nebst seinem Schwiegersohn und dessen Bruder wegen Raubrittertums.
- Vier Haupträdelsführer der Aufständischen der Stadt Würzburg im fränkischen Städtekrieg, die Bischof Gerhard von Schwarzburg 1397 vor den Toren der zerstörten Stadt hinrichten ließ.

### Beispiele aus der Neuzeit

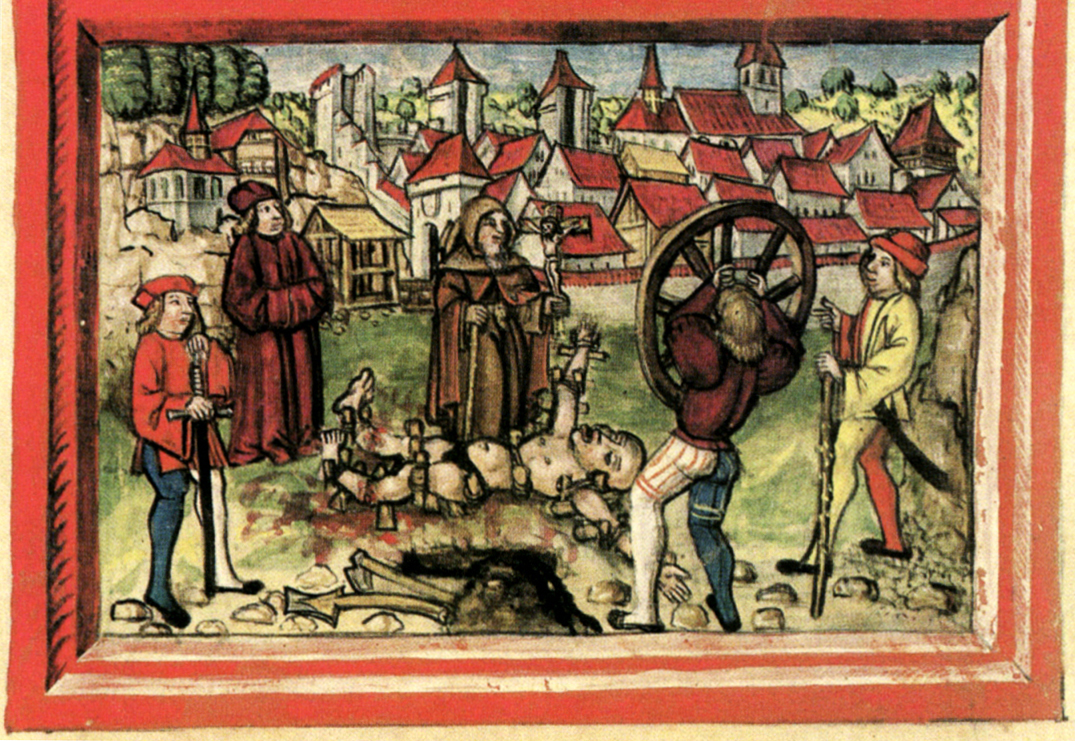
Hans Spiess wird gerädert. (Chronik des Diebold Schilling d. J., 1513)

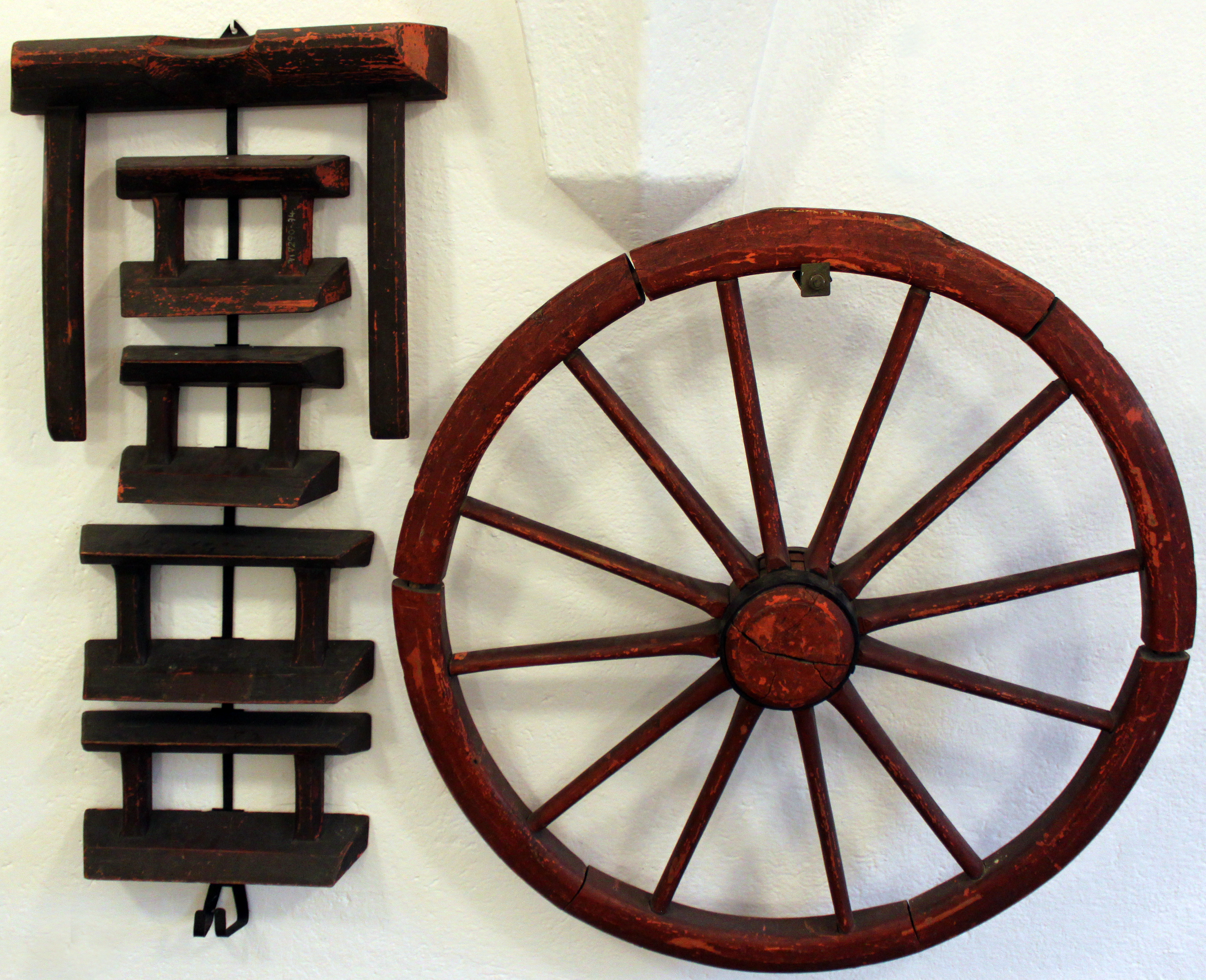
Richtrad im Märkischen Museum, Berlin

- Hans Spiess, ein Söldner, der 1503 nach einer Bahrprobe hingerichtet wurde
- Hans Kohlhase (1500–1540), das historische Vorbild für Michael Kohlhaas, soll angeblich durch Rädern hingerichtet worden sein, wofür aber keine eindeutigen Belege existieren[12]
- Lippold Ben Chluchim (1530–1573), ein jüdischer Hoffaktor in Berlin und Opfer eines Justizmordes
- Christman Gnipperteinga († 1581), ein Serienmörder, der das Rädern mehrere Tage überlebt haben soll
- Peter Stump (1525–1589), ein angeblicher „Werwolf“
- Pierre Canal (1564–1610), ein Arzt aus Genf wegen Verrats
- Jasper Hanebuth (1607–1653), verurteilt wegen Raub und Mord
- Hans Bayer, Christoph Richter und Wilhelm von Haitmar († 1669), österreichische Soldaten und drei der vier Mörder des Paul von Münch
- Johann Reinhold von Patkul (1660–1707), ein schwedisch-livländischer Diplomat und Offizier wegen Hochverrats
- Alexander Wassiljewitsch Kikin (1670–1718), ein Schiffsbauer Peters des Großen, wegen angeblicher Verschwörung gegen den Zaren
- Cartouche (Louis Dominique Garthausen, 1693–1721), ein französischer Raubmörder
- Franz Laubler (1684–1726), Mörder des Dresdner Predigers Hermann Joachim Hahn
- Johann Friedrich Schwan (1729–1760), das Vorbild für Schillers „Verbrecher aus verlorener Ehre“
- Francesco Arcangeli (1737–1768) wegen des Mordes an dem Altertumsforscher Johann Joachim Winckelmann
- Matthias Klostermayr (1736–1771), der Bayerische Hiasl, ein Wilderer und Bandenführer
- Gaspard de Besse (1757–1781), ein französischer Straßenräuber
- Horea und Cloșca, die Anführer des Horea-Aufstands in Siebenbürgen, 1785 gerädert und gevierteilt
- Franz von Zahlheim (1754–1786), Raubmörder und Heiratsschwindler, letzter Geräderter in Österreich
- Rudolf Kühnapfel (1814–1841) aus Frauenburg, der Mörder des Bischofs Andreas Stanislaus von Hatten, wurde als Letzter in Preußen gerädert

## Archäologische Befunde

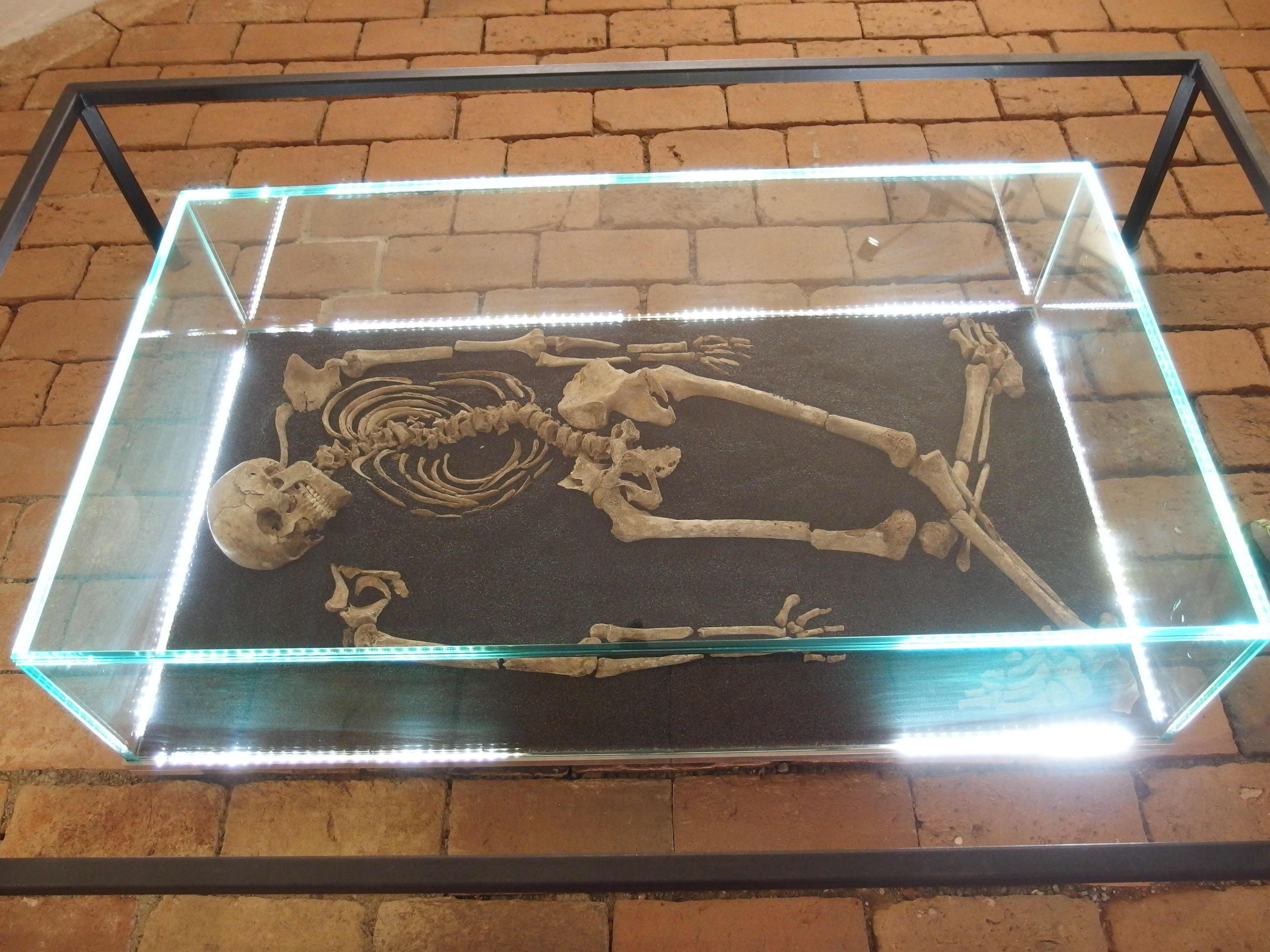
Skelett eines 25–30-jährigen Mannes, der 2014 in der Richtstätte in Pöls-Oberkurzheim (Steiermark) gefunden wurde

Da die Geräderten meistens über lange Zeit hinweg den Umwelteinflüssen ausgesetzt waren, existieren kaum archäologische Belege für das Rädern. Im deutschsprachigen Raum sind bisher nur wenige Funde von Geräderten belegt. Im Herbst 2013 wurde an der Bundesstraße 189 zwischen Perleberg und Pritzwalk das Skelett eines Mannes gefunden, dessen Lage und Verletzungsspuren auf den Tod durch Rädern hinweisen. Anhand einer eisernen Gürtelschnalle wurde das Skelett auf das 15. bis 17. Jahrhundert datiert. Die Identität des Mannes ist unbekannt.
Im Juli 2020 wurden bei Allensbach im Kreis Konstanz mehrere Skelette zwischen den Fundamenten eines mächtigen Galgens gefunden. Eines davon ist das Skelett eines Mannes, der den Verletzungsspuren nach gerädert und enthauptet worden war.

## Das Rädern in der Rechtsauffassung
Solche Tötungsarten wurden als angemessene Vergeltung (analoges Talion) empfunden. So hieß es etwa in einem Sprichwort: „Mit böse muß man böses vertreiben.“ Johannes Agricola erläuterte dies in einer seiner Sprichwörtersammlungen so: „Böse buben beschedigen alle welt / darumb muß man reder haben / galgen / rabensteine / thurn / gefengnis / hencker unnd stockmeister / damit man den bösen buben were.” Strafjustiz wurde also als Verteidigung der Gesellschaft gegen chaotische Zustände aufgefasst. Die Gottheit selbst sorgte nach damaliger Vorstellung dafür, dass jeden Übeltäter die ihm angemessene Strafe ereilte („was den Raben gehört ertrincket nicht“).

## Etymologie
Das Verb „radebrechen“ enthält als Bestimmungswort „Rad“ und als Grundwort das althochdeutsche brehhōn, was „niederschlagen“ bedeutet. Über die mittelhochdeutsche Bedeutung von „am Rad die Glieder brechen“ hieß es ab neuhochdeutscher Zeit sinngemäß „quälen“. Seit dem 17. Jahrhundert wird es in dem Sinne von „eine Sprache verstümmeln“ verwendet. Einen weiteren lexikalischen Niederschlag bietet die Redewendung „sich (wie) gerädert fühlen“. Sie spielt an auf die Zeit zwischen dem körperlichen Vollzug und dem Tod, in der der Delinquent „zerschlagen“ und ausgeliefert nichts weiter tun kann, als seinen jämmerlichen Zustand auszuhalten und darauf zu hoffen, dass dieser so bald wie möglich endet. Die Wendung ist Beispiel für die Stilfigur der Hyperbel (Übertreibung) und wird benutzt, um starkes körperliches Missempfinden und Erschöpfung insbesondere beim morgendlichen Aufstehen oder nach physischen bzw. emotionalen Strapazen zu illustrieren. Sprachgeschichtlich handelt es sich um eine Bedeutungsverflachung, die durch Abwehr qua Banalisierung entstanden sein könnte. Vielen heutigen Sprechern ist die ursprüngliche Bedeutung nicht bewusst.

## Darstellungen
In Pieter Bruegels Gemälden Triumph des Todes (um 1562) und Kreuztragung Christi (1564) sind am Richtpfahl aufgerichtete Räder zu sehen.
Das Bauernkriegspanorama von Bad Frankenhausen von Werner Tübke weist nahe den „Pestkranken“ und dem Schwarzen Tod eine Szene „Die Richtstatt“ auf, die an diese Hinrichtungsform erinnert. Sie zeigt die Aufrichtung eines Geräderten. Eine weitere Darstellung eines Geräderten findet sich in einem runden Fenster der Tübinger Stiftskirche (Chorseite).

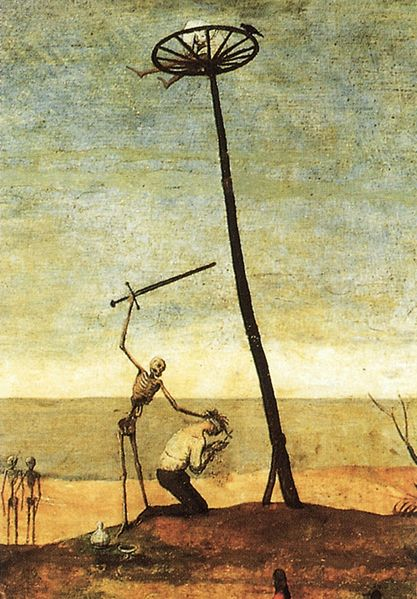
Detail aus Pieter Bruegels Gemälde Der Triumph des Todes (um 1562)
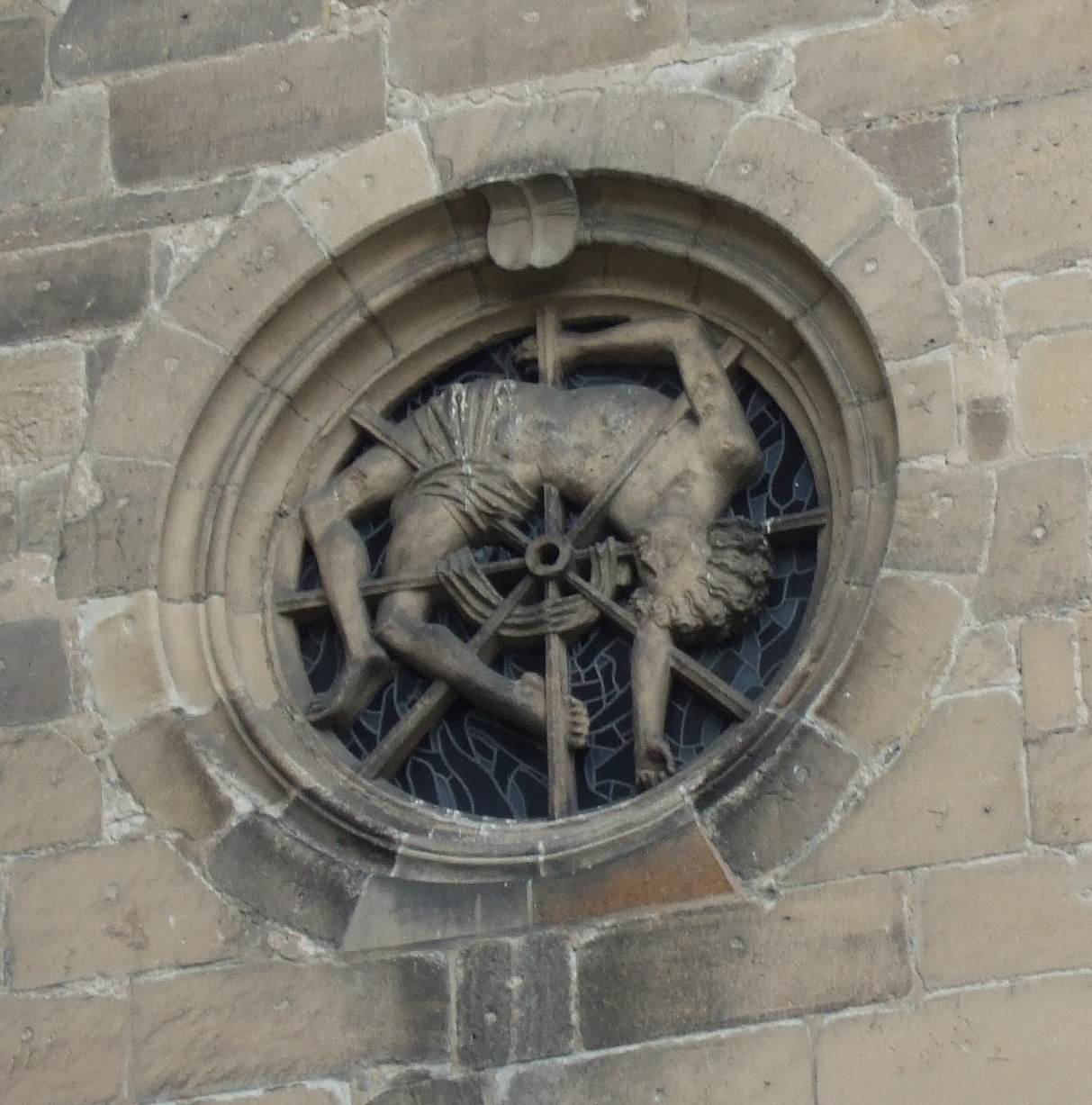
Der Heilige Georg als Geräderter in einem Fenster der Tübinger Stiftskirche
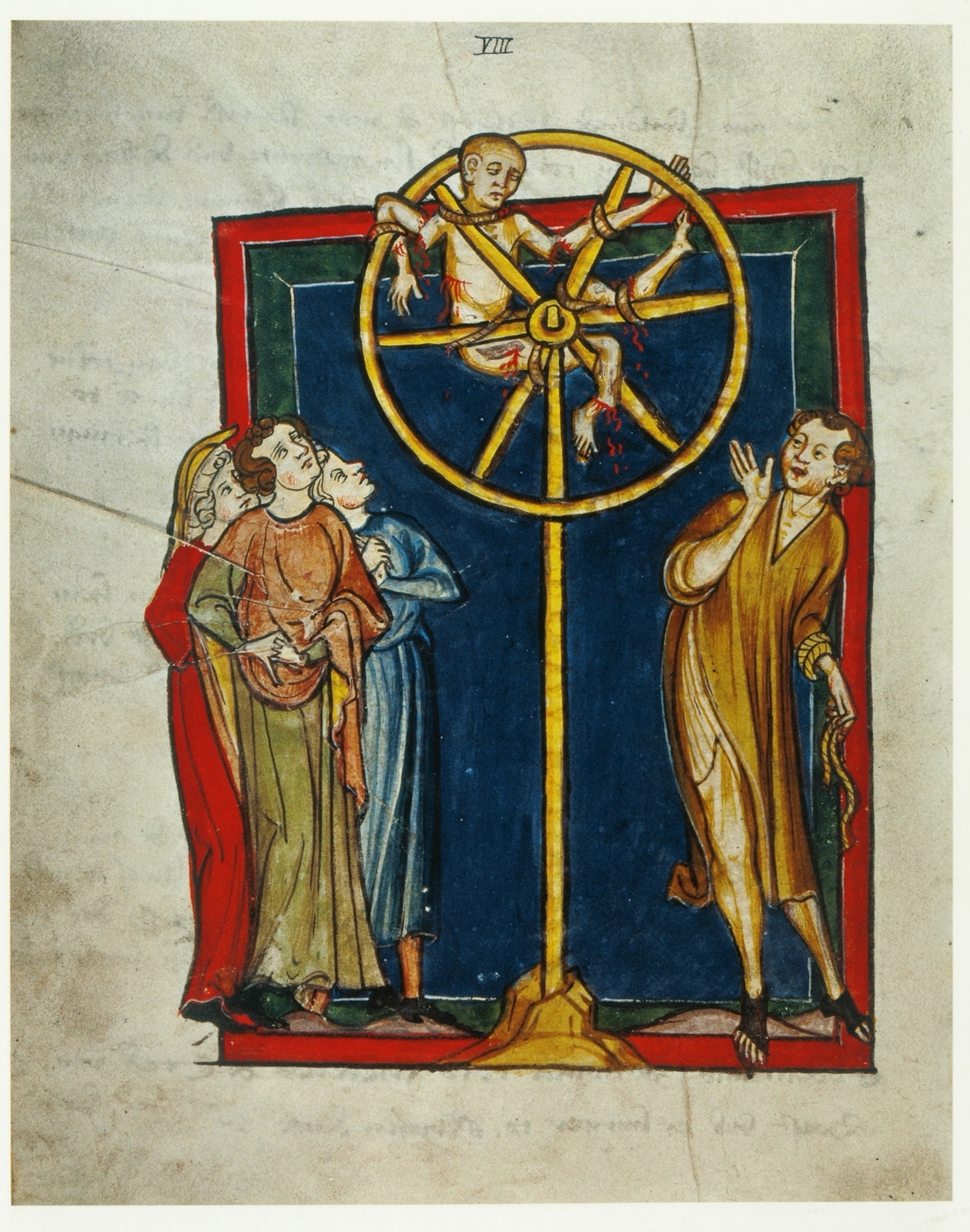
Darstellung im Soester Nequambuch (um 1315)
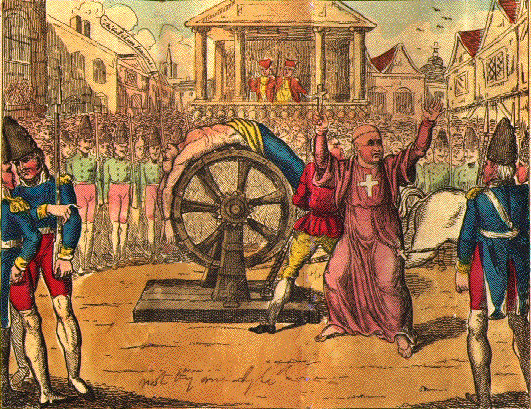
Der grausame Tod von Jean Calas – in Toulouse am 9. März 1762 auf das Rad geflochten